# Alfachloralose
Alfachloralose is een chloorhoudend derivaat van glucofuranose (een vorm van glucose). Het is een bewustzijnsverlagend middel en wordt gebruikt tegen ratten en muizen.
Alfachloralose kan chemisch beschouwd worden als een cyclisch acetaal van chloraal. De beschreven werking komt erg overeen met die van chloraal. In vivo zal het acetaal gehydrolyseerd worden, waarna het chloraal zijn werk doet.

## Werking
Alfachloralose is een stof die inwerkt op het centraal zenuwstelsel. Bij voldoende kleine zoogdieren en vogels (bij voldoende dosering) vertraagt de stof het metabolisme. Eerst werkt het hypnotiserend, dan verliezen de dieren het bewustzijn; bij een voldoende grote dosis verlaagt het de lichaamstemperatuur zodanig dat het dodelijk is.
Afhankelijk van de dosering kan binnen een half uur tot een uur sufheid (en coma) ontstaan, duizeligheid, slechte coördinatie en trillen, spiersamentrekkingen en epileptische aanvallen.
Dit betekent dat de muis bij inname van een kleine dosering schokkend en stuurloos, maar mogelijk nog bij bewustzijn is.

## Toepassingen
- Vroeger werd het in de geneeskunde gebruikt als sedativum (kalmerend middel), net als chloraal, maar het is nu vervangen door veiliger en doelmatiger middelen.
- Het wordt gebruikt als anestheticum, vooral om laboratoriumdieren te verdoven. Dat gebruik is evenwel omstreden omdat het onduidelijk is of alfachloralose echt verdovend werkt dan wel enkel bewustzijnsverlagend.
- Het is vroeger ook gebruikt tegen duivenoverlast, en er worden nog illegaal roofvogels mee vergiftigd.[1]
- Het is een rodenticide. De Europese Commissie heeft alfachloralose opgenomen in de lijst van toegelaten biociden.[2] De stof mag enkel in open lucht gebruikt worden in gesloten lokdozen, en het lokmiddel moet een kleurstof en een bitterstof (bijvoorbeeld Bitrex) bevatten. De maximale concentratie in het lokmiddel is 40 gram per kilogram.